# Hans Jacob Nielsen
Hans Jacob Nielsen   (Næstved, 2 de setembre de 1899 - Aalborg, 6 de febrer de 1967) va ser un boxejador danès que va competir durant la dècada de 1920 i que va disputar tres edicions dels Jocs Olímpics.
El 1920 va prendre part en els Jocs Olímpics d'Anvers, on quedà eliminat en segona ronda de la categoria del pes ploma del programa de boxa. Quatre anys més tard, als Jocs de París, guanyà la medalla d'or de la categoria del pes lleuger, del programa de boxa. La seva tercera i darrera participació en uns Jocs fou el 1928, a Amsterdam, on fou quart de la categoria del pes lleuger, on va perdre contra Gunnar Berggren en la lluita per la medalla de bronze.